# Leonor María de Silva y Mendoza
Leonor María de Silva y Mendoza   (Madrid, 12 de gener de 1636 - província de Guadalajara, 1660) va ser una noble i religiosa castellana.
Va a néixer a Madrid el 12 de gener de 1636, filla de Rodrigo de Silva i de Catalina de Mendoza, prínceps de Mélito i Éboli i ducs d'El Infantado i de Pastrana. Va rebre el sagrament del baptisme a casa seva, de la mà d'Alonso Pérez de Guzmán, Patriarca de les Índies Occidentals, i després fou confirmada a l'església parroquial de Santa Maria.
El mateix any de naixement, els seus pares van oposar-la, a través d'un curador, a un plet per obtenir un majorat de 15.000 ducats de renda del comte de Saldaña, el seu avi. Quan va arribar el moment d'heretar, i en estar en edat núbil, els seus pares van disposar el seu casament amb Francisco Manrique de Cárdenas, comte de Treviño i fill únic dels ducs de Nájera. Amb tot, va renunciar a la seva herència i al matrimoni en sentir la vocació religiosa. L'octubre de 1654 va ingressar com a religiosa al convent de San José de carmelites descalces de Guadalajara, que havia fundat la seva besàvia, Ana de Mendoza. El 1655 oficialitzà la renúncia a la seva herència legítima. Des d'aleshores va tenir una vida exemplar i va ser un model per a la comunitat fins a la seva mort el 1660, quan només tenia 24 anys.